# (7509) Gamzatov
(7509) Gamzatov es un asteroide perteneciente al Cinturón de asteroides, región del sistema solar que se encuentra entre las órbitas de Marte y Júpiter.
Fue descubierto el 9 de marzo de 1977 por Nikolái Stepánovich Chernyj desde el Observatorio Astrofísico de Crimea.

## Designación y nombre
Designado provisionalmente como 1977 EL, fue nombrado por el célebre poeta Rasul Gamzatov (1923-2003) quien es el poeta nacional de Daguestán.

## Características orbitales
Gamzatov está situado a una distancia media del Sol de 2,218 ua, pudiendo alejarse hasta 2,549 ua y acercarse hasta 1,888 ua. Su excentricidad es 0,149 y la inclinación orbital 6,150 grados. Emplea 1206,74 días en completar una órbita alrededor del Sol.
Pertenece a la familia de asteroides de (883) Matterania.

## Características físicas
La magnitud absoluta de Gamzatov es 13,80. Tiene 3,866 km de diámetro y su albedo se estima en 0,440.